# She (Green Day)
She is een nummer van de Amerikaanse band Green Day. Het is de vierde single van het album Dookie dat uitkwam in 1994.